# 109-es busz (Budapest, 2008–2013)
A budapesti 109-es jelzésű autóbusz a Kőbánya alsó vasútállomás és a Óbuda, Bogdáni út között közlekedett. A viszonylatot a Budapesti Közlekedési Zrt. üzemeltette. Csak munkanapokon 18:52-től és hétvégente járt, más időszakban 9-es és 206-os buszok közlekedtek helyette.

## Története
A 2008-as paraméterkönyv bevezetése óta közlekedett a járat a 9-es és a 206-os busz útvonalán haladva.
2013. május 1-jétől egész nap közlekedik 9-es jelzéssel; ezzel párhuzamosan megszűnt a korábbi 9-es és 206-os.

## Útvonala
| Óbuda, Bogdáni út felé | Kőbánya alsó vasútállomás felé |
| --- | --- |
| Kőbánya alsó vasútállomás vá. – Állomás utca – Szent László tér – Kőrösi Csoma Sándor út – Liget tér – Kőbányai út – Orczy tér – Baross utca – Harminckettesek tere – Baross utca – Szabó Ervin tér – Üllői út – Kálvin tér – Múzeum körút – Károly körút – Deák Ferenc tér – Bajcsy-Zsilinszky út – Podmaniczky utca – Teréz körút – Nyugati tér – Szent István körút – Margit híd – Árpád fejedelem útja – Zsigmond tér – Lajos utca – Pacsirtamező utca – Flórián tér – Szentendrei út – Bogdáni út – Óbuda, Bogdáni út vá. | Óbuda, Bogdáni út vá. – Bogdáni út – Szentendrei út – Flórián tér – Pacsirtamező utca – Lajos utca – Zsigmond tér – Árpád fejedelem útja – Bem rakpart – Gyóni Géza tér – Margit híd – Szent István körút – Nyugati tér – Podmaniczky utca – Bajcsy-Zsilinszky út – Deák Ferenc tér – Károly körút – Múzeum körút – Kálvin tér – Üllői út – Szabó Ervin tér – Baross utca – Harminckettesek tere – Baross utca – Orczy tér – Kőbányai út – Liget tér – Kőrösi Csoma Sándor út – Szent László tér – Állomás utca – Kőbánya alsó vasútállomás vá. |

## Megállóhelyei
Az átszállási kapcsolatok között az üzemidején kívül és azonos útvonalon közlekedő 9-es és 206-os jelzésű járatok nincsenek feltüntetve.
| 0  | Kőbánya alsó vasútállomás végállomás    | 50 | 3, 28, 28A, 62, 62A 95, 117, 151, 162, 162A, 185, 217, 262 Kőbánya alsó               |
| 1  | Szent László tér                        | 48 | 3, 28, 28A, 62, 62A 162, 162A, 185, 262                                               |
| 2  | Liget tér                               | 46 | 3, 28, 28A, 62, 62A                                                                   |
| 3  | Kőbánya alsó vasútállomás (Mázsa tér)   | 45 | 3, 28, 28A, 62, 62A 95, 117, 151, 162, 162A, 185, 217, 262 Kőbánya alsó               |
| 4  | Egészségház                             | 44 | 28, 28A, 62                                                                           |
| 5  | Északi járműjavító                      | 43 | 28, 28A, 62                                                                           |
| 6  | Könyves Kálmán körút                    | 42 | 1, 1A, 28, 28A, 62                                                                    |
| 7  | Kőbányai út 31.                         | 41 | 28, 28A, 62                                                                           |
| 8  | Orczy tér                               | 40 | 24, 28, 28A, 62 83                                                                    |
| 9  | Kálvária tér                            | 39 | 83 99                                                                                 |
| 10 | Koszorú utca                            | 38 | 83                                                                                    |
| 11 | Horváth Mihály tér                      | 37 | 83                                                                                    |
| 12 | Harminckettesek tere                    | 36 | 4, 6 83                                                                               |
| 13 | Szentkirályi utca                       | 35 | 83                                                                                    |
| 14 | Kálvin tér M                            | 34 | 47, 49 83 15, 115                                                                     |
| 16 | Astoria M                               | 33 | 47, 49 5, 7, 8, 15, 112, 115, 173, 178, 233E, 239                                     |
| 20 | Deák Ferenc tér M                       | 31 | 47, 49 16, 105                                                                        |
| 22 | Arany János utca M                      | 27 | 72, 73                                                                                |
| 23 | Podmaniczky utca                        | 24 | 72, 73                                                                                |
| 24 | Nyugati pályaudvar M                    | 21 | 4, 6 72, 73 26, 91, 191, 234, 291 Budapest-Nyugati                                    |
| 26 | Jászai Mari tér                         | 18 | 2, 4, 6 75, 76 26, 91, 191, 234, 291                                                  |
| 28 | Margit híd, budai hídfő H               | 16 | 4, 6, 17 26, 86, 91, 160, 191, 260, 234, 291                                          |
| 30 | Császár-Komjádi uszoda                  | 14 | 86, 160, 260                                                                          |
| 32 | Zsigmond tér                            | 12 | 17 86, 160, 260                                                                       |
| 36 | Kolosy tér                              | 10 | 17 29, 65, 86, 111, 160, 165, 260                                                     |
| 38 | Nagyszombat utca (↓) Galagonya utca (↑) | 8  | 29, 86, 160, 260                                                                      |
| 40 | Tímár utca                              | 6  | 29, 86, 160, 260                                                                      |
| 42 | Kiscelli utca                           | 4  | 29, 86                                                                                |
| 44 | Flórián tér                             | 2  | 1, 1A 29, 34, 86, 106, 118, 134, 137, 218, 234, 237 800, 801, 805, 810, 820, 832, 840 |
| 45 | Raktár utca                             | 1  | 34, 86, 106, 118, 134, 234                                                            |
| ∫  | Bogdáni út                              | 1  | 34, 86, 106, 118, 134, 234                                                            |
| 47 | Óbuda, Bogdáni út végállomás            | 0  | 34, 86, 106, 118, 134, 234                                                            |

## Külső hivatkozások
- A 109-es utolsó menetrendje Kőbánya vasútállomás felé a bkv.hu-n. [2013. március 13-i dátummal az eredetiből archiválva]. (Hozzáférés: 2016. január 25.)
- A 109-es utolsó menetrendje Óbuda, Bogdáni út felé a bkv.hu-n. [2013. március 13-i dátummal az eredetiből archiválva]. (Hozzáférés: 2016. január 25.)